# The Spirit of Romance (film)
The Spirit of Romance er en amerikansk stumfilm fra 1917 af E. Mason Hopper.

## Medvirkende
- Vivian Martin som Abby Lou Maynard
- Percy Challenger som Richard Cobb
- Colin Chase som Tom Cobb
- Herbert Standing som Joseph Snow
- Elinor Hancock som Mrs. Rollins